# Mychajło Zawalniuk
Mychajło Jarosławowycz Zawalniuk, ukr. Михайло Ярославович Завальнюк, ros. Михаил Ярославович Завальнюк, Michaił Jarosławowicz Zawalniuk (ur. 1 stycznia 1950 we wsi Hłuboczek Wielki, w obwodzie tarnopolskim, Ukraińska SRR, zm. 4 marca 2009 w Złoczowie, Ukraina) – ukraiński piłkarz, grający na pozycji napastnika, trener piłkarski.

## Kariera piłkarska
Wychowanek Szkoły Sportowej w Złoczowie. Rozpoczął karierę piłkarską w drużynie rezerw Karpat Lwów. Potem został powołany do służby wojskowej, podczas której występował w zespole Lwowskiej Wyższej Szkoły Wojskowo-Politycznej oraz SKA Lwów. W 1972 został zaproszony przez trenera do Awanhardu Tarnopol, który w następnym roku zmienił nazwę na Budiwelnyk Tarnopol. W 1975 roku dołączył do Dynama Chmielnicki, który kolejno nazywał się Chwyla i Podilla. W chmielnickim zespole został ulubieńcem zespołu i grał do zakończenia kariery piłkarza w roku 1979. Potem grał w zespołach amatorskich, m.in. w Watra Tarnopol, Zoria Chorostków, Nywa Trembowla i Kołos Zborów.

## Kariera trenerska
Po zakończeniu kariery piłkarza rozpoczął pracę szkoleniowca. Najpierw trenował kilka zespołów amatorskich w obwodzie tarnopolskim. W 1996 z zespołem Zoria Chorostków zwyciężył w 2 grupie Amatorskich Mistrzostw Ukrainy, a w 1998 zdobył Amatorski Puchar Ukrainy. W 2000 objął prowadzenie klubu Ternopil-Nywa-2 Tarnopol, a po jego rozwiązaniu latem 2002 został mianowany na stanowisko głównego trenera Nywy Tarnopol. W czerwcu 2003 opuścił tarnopolski klub. Potem trenował amatorski Awianoseć Czortków, z którym w 2003 zdobył mistrzostwo i Superpuchar obwodu tarnopolskiego oraz Sokił Złoczów, z którym w 2008 zdobył Superpuchar obwodu lwowskiego.
4 marca 2009 zmarł w Złoczowie w wieku 59 lat.

## Sukcesy i odznaczenia
trenerskie
- Amatorski Puchar Ukrainy: 1998 z Zorią Chorostków